# イタビア航空870便事件
イタビア航空870便事件（イタビアこうくう870びんじけん）とは、1980年6月27日に巡航中のイタリア国内便が突然空中爆発してシチリア島沖に墜落した航空事故である。
墜落原因は気象や機体の故障ではなく、外部の第三者による故意もしくは過失によるものとされ、各論が唱えられたが確定されていない。
イタリアではウスティカの悲劇とも呼ばれる。

## 事件の概要
1980年6月27日、イタビア航空870便はDC-9-15（アメリカ合衆国製双発ジェット機、機体記号:I-TIGI）によって運行されるイタリア国内線としてボローニャからパレルモに向っていた。

管制レーダーで捕らえられた870便の軌跡の再現

現地時間の午後9時ごろ、高度25000フィート（約7620メートル）を巡航中に航空管制のレーダースクリーンに870便に向う未確認飛行物体が確認された後、ウスティカ島の北東25kmのティレニア海に墜落した。この事故で乗員乗客81名が死亡し、機体の残骸は水深3700メートルに沈んだ。捜索隊は犠牲者38人の遺体を収容したほか、機体の残骸も回収したが、事件をめぐり長年に渡り論争が繰り広げられた。

## 事件の各論

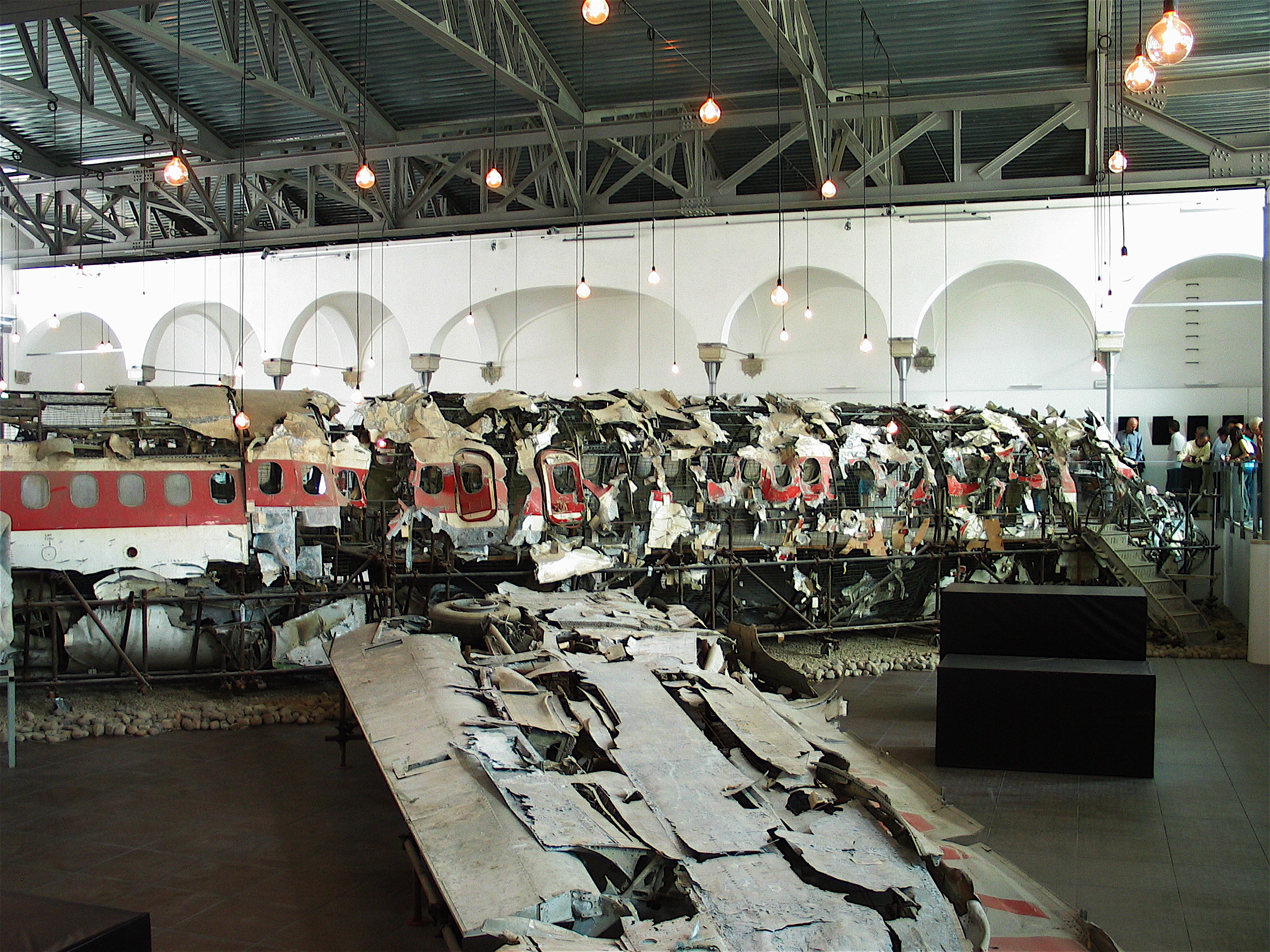
ボローニャの博物館で展示されている事故機の残骸

870便が墜落した原因について、パイロットから異常を知らせる通信がなかったことや、直前に未確認飛行物体が確認された（後にリビア軍所属のミグ23戦闘機がイタリアを防空侵犯していること、さらにこれを追跡していたイタリア空軍機とリビア軍機がいたことが判明）ことから、単純な航空事故ではなく、なんらかの破壊活動があった事件であるとの各説が報道された。
870便の機内に仕掛けられた時限爆弾が炸裂したために墜落した「テロ説」のほか、レーダーで確認されていた未確認飛行物体が870便に衝突したため墜落したとの報道があった。この後者の未確認飛行物体の正体は、リビア軍機に対して発射した空対空ミサイルであるとする説が報道され、当事者としてイタリア空軍などが名指しされた。イタリア国内での裁判においてもこの説を公式的に取り上げた。
その後、フランスの協力で機体の65パーセントに相当する残骸とフライトレコーダーが回収された。そのうちフライトレコーダーは動力の停止以降の記録がなかったため役に立たなかったが、残骸の解析により機内で何らかの爆発が起きた痕跡が確認された。この爆発の原因について、機内に仕掛けられた爆発物によるテロ、もしくは空対空ミサイルによる誤射のいずれかであるかが論争になった。

### 空対空ミサイル説
この空対空ミサイルを発射した当事者については、イタリア空軍機誤射説もしくはリビア軍機誤射説、NATO空軍機誤射説があった。
空対空ミサイルを発射した理由としては、イタリア空軍機が同時刻に隣接空域に領空侵犯したリビア軍所属の戦闘機に対して発射したが、ミサイルが870便を領空侵犯機と誤認して撃墜した、またはリビア軍機がイタリア空軍機を、もしくは亡命しようとしたリビア空軍機を撃墜しようとしたミサイルが870便を領空侵犯機と誤認して撃墜したというものである。
もう一方の誤射説では、イタリア軍機またはリビア軍機に向けて発射した空対空ミサイルが870便の右側機首に命中し、機内で爆発したうえで爆風が胴体後部から吹き抜け、乗客13人が座席ごと機外に放り出されたと推測した。赤外線誘導方式の空対空ミサイルなら、機体後部のエンジンに当たるはずとして、870便に命中したのはセミ・アクティブレーダー誘導ミサイルであるとしている。
なお、この領空侵犯したリビア軍機は7月18日にイタリア・カラブリアに墜落していたことが確認された。領空侵犯の理由については、亡命飛行もしくは、おりしも欧州歴訪中のアメリカ合衆国大統領の専用機「エアフォースワン」を撃墜しようとしたなどの説が唱えられたが、いずれも仮説の域を出ていない。また演習中のミサイルが目標をそれて870便を撃墜したとするNATO空軍誤射説があるが、NATOならびにイタリア軍は当日演習は行われていないと否定した。

### テロ説
テロ説では、同じ1980年8月にネオファシズムテロ組織「武装革命中核」によるとみられるボローニャ駅爆破テロ事件が発生しており、爆弾テロは十分可能性があるとした。この説では爆弾は機体後部のトイレに仕掛けられて、爆発により機体後部上部と尾翼付近に設置されたエンジン1基が乗客13人とともに吹き飛ばされたと推測されている。

## 事件のその後

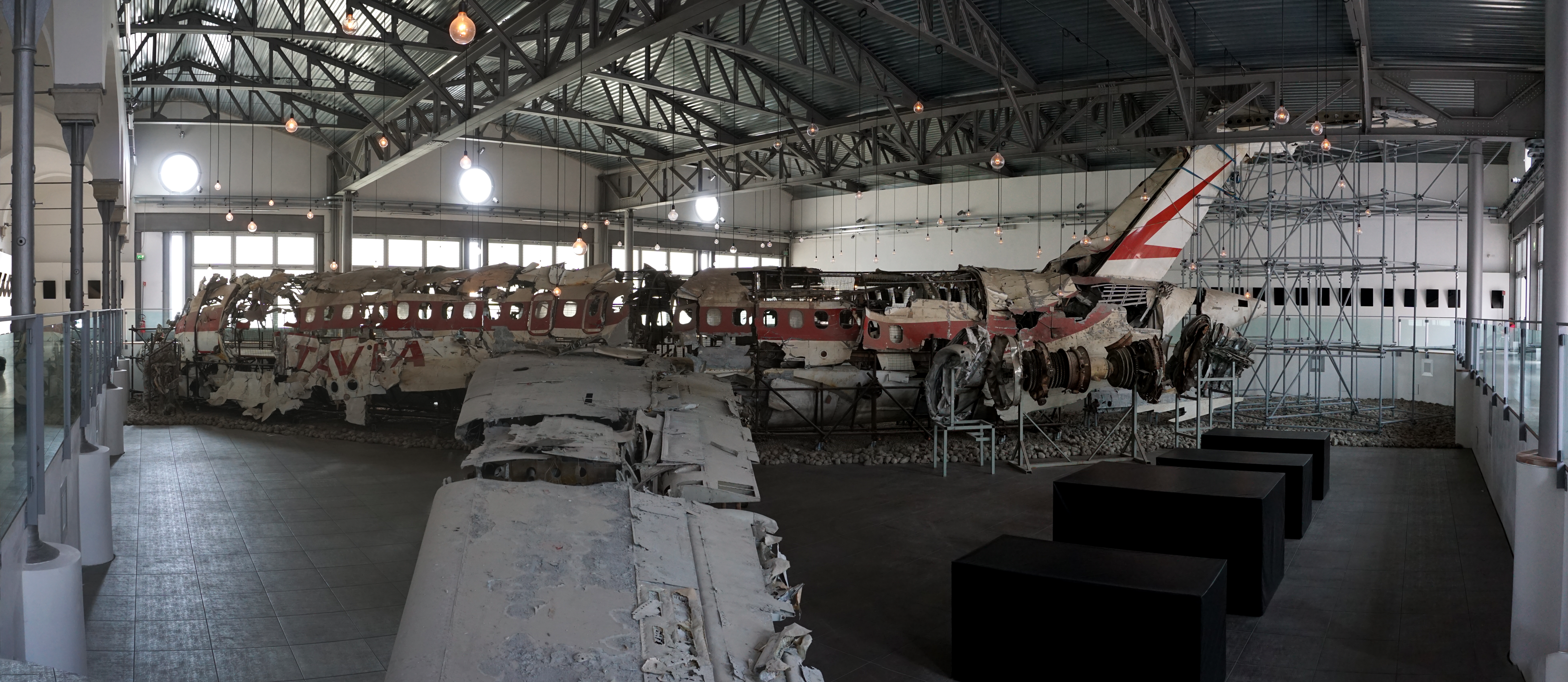
復元された事故機の残骸

墜落原因についての推論が錯綜したが、確定にはいたらなかった。その後、誤射が行われたとしてイタリア空軍の幹部が起訴されたが、1997年になって事故調査委員会は「原因不明の機内の爆発があった」と断定、2007年には同空軍の無罪が確定している。一方でイタリアの裁判所は事故調査委員会の報告書を軽視し、2013年1月28日、空対空ミサイルの命中によって機体が爆発し墜落した可能性が最も高いとの判断を下した。
しかし、870便の墜落に対し何らかの陰謀があるため真相が明らかにならないとする陰謀説まがいの指摘が現在もなされている。これは航空管制官などが「不審な」急死や自殺をしたことを挙げているが、実際のところ陰謀があったか否かは確認されたものではない。870便の残骸は、2007年に犠牲者81人を偲ぶモニュメントとともにモックアップ復元されて展示されている。
イタリアの作曲家(現ヴェルディ音楽院院長)アレッサンドロ・メルキオーレはこの事件に基づくオペラを上演している。

## この事故を扱った番組
- メーデー!:航空機事故の真実と真相 第11シーズン第7話「MASSACRE OVER THE MEDITERRANEAN」

この番組では、事故調査委員会の結論に則って機内の爆発物を事故の原因としており、ミサイル原因説をとっていない。
- 世界衝撃映像100連発（2024年12月26日(木)）